# Jean Zimmer
Jean Zimmer,  né le 6 décembre 1993 à Bad Dürkheim, est un footballeur allemand. Il évolue au poste de défenseur latéral droit au FC Kaiserslautern.

## Biographie
Après la fin de son contrat à Kaiserslautern le 1er juillet 2016, Zimmer est transféré au VfB Stuttgart.

### Palmarès
- VfB Stuttgart :
  - Champion de 2. Bundesliga en 2017